# Малосолёное
Малосолёное (укр. Малосолоне) — село в Вознесенском районе Николаевской области Украины.
Население по переписи 2001 года составляло 398 человек. Почтовый индекс — 56544. Телефонный код — 5134. Занимает площадь 0,86 км².

## Местный совет
56543, Николаевская обл., Вознесенский р-н, с. Вознесенское, ул. Центральная, 11